# A Nightmare on Elm Street (franquia)
A Nightmare on Elm Street é uma franquia de terror norte-americana que consiste em nove filmes slasher, uma série de televisão, livros, histórias em quadrinhos, jogos eletrônicos e outros produtos. Surgiu a partir do longa-metragem A Nightmare on Elm Street, escrito e dirigido por Wes Craven, lançado em 1984 e que deu origem a uma série cinematográfica. A franquia gira em torno do personagem sobrenatural Freddy Krueger, um assassino de crianças que, após ser queimado vivo pelos pais vingativos de suas vítimas, retorna do túmulo para aterrorizar os adolescentes que vivem na fictícia cidade de Springwood; ele persegue e mata os jovens no "mundo dos sonhos", o que os faz morrer enquanto estão dormindo.

## Filmes
| Ano  | Título                                        | Diretor(es)     | Escritor(es)                                             | Produtor(es)                           | Ref.   |
| ---- | --------------------------------------------- | --------------- | -------------------------------------------------------- | -------------------------------------- | ------ |
| 1984 | A Nightmare on Elm Street                     | Wes Craven      | Wes Craven                                               | Robert Shaye                           | [ 3 ]  |
| 1985 | A Nightmare on Elm Street 2: Freddy's Revenge | Jack Sholder    | David Chaskin                                            | Robert Shaye                           | [ 4 ]  |
| 1987 | A Nightmare on Elm Street 3: Dream Warriors   | Chuck Russell   | Wes Craven, Bruce Wagner, Chuck Russell e Frank Darabont | Robert Shaye                           | [ 5 ]  |
| 1988 | A Nightmare on Elm Street 4: The Dream Master | Renny Harlin    | Brian Helgeland, Scott Pierce e William Kotzwinkle       | Robert Shaye e Rachel Talalay          | [ 6 ]  |
| 1989 | A Nightmare on Elm Street 5: The Dream Child  | Stephen Hopkins | Leslie Bohem, John Skip e Craig Spector                  | Robert Shaye e Rupert Harvey           | [ 7 ]  |
| 1991 | Freddy's Dead: The Final Nightmare            | Rachel Talalay  | Michael De Luca                                          | Robert Shaye e Aron Warner             | [ 8 ]  |
| 1994 | Wes Craven's New Nightmare                    | Wes Craven      | Wes Craven                                               | Marianne Maddalena                     | [ 9 ]  |
| 2003 | Freddy vs. Jason                              | Ronny Yu        | Damian Shannon e Mark Swift                              | Sean S. Cunningham                     | [ 10 ] |
| 2010 | A Nightmare on Elm Street                     | Samuel Bayer    | Wesley Strick e Eric Heisserer                           | Michael Bay, Andrew Form e Brad Fuller | [ 11 ] |

### Visão geral e recepção
O filme original foi escrito e dirigido por Wes Craven, lançado em 1984 e seguido por uma série de sequências produzidas pela New Line Cinema. Os executivos da New Line frequentemente atribuem o crescimento da produtora ao sucesso da cinessérie A Nightmare on Elm Street. Craven também co-roteirizou a segunda sequência, A Nightmare on Elm Street 3: Dream Warriors (1987), bem como escreveu e dirigiu New Nightmare (1994). Em 2003, os personagens Freddy Krueger e Jason Voorhees encontraram-se no filme Freddy vs. Jason. Uma refilmagem do longa-metragem de 1984, produzida pela Platinum Dunes, foi lançada em 2010 e uma possível segunda refilmagem foi anunciada em 2015. Freddy foi interpretado por Robert Englund nos oito filmes da série original e por Jackie Earle Haley na versão de 2010.
A maioria dos filmes recebeu comentários pouco favoráveis da crítica profissional. Nos agregadores de críticas Rotten Tomatoes e Metacritic, o primeiro longa-metragem é o que apresenta as melhores avaliações, enquanto a versão de 2010 tem as pontuações mais baixas. O segundo filme melhor avaliado em ambos os sites é Wes Craven's New Nightmare. A cinessérie tornou-se um sucesso financeiro. Em 2011, a CNBC divulgou que A Nightmare on Elm Street era a quinta entre as dez franquias de terror mais lucrativas, com cerca de 728 milhões de dólares arrecadados mundialmente (ajustados à inflação daquele ano). Em 2015, a Money listou a cinessérie como a quarta franquia de terror de maior bilheteria nos Estados Unidos (656,9 milhões de dólares ajustados à inflação); dois anos depois, uma lista semelhante divulgada pela Forbes indicou que a franquia permanecia entre as dez mais lucrativas do gênero, agora na sétima posição (700,17 milhões de dólares ajustados à inflação de 2017).

### Documentários
Um documentário com quatro horas de duração intitulado Never Sleep Again: The Elm Street Legacy foi disponibilizado diretamente em DVD nos Estados Unidos em outubro de 2010. A obra apresenta um vasto material retrospectivo da franquia, incluindo mais de cem entrevistas com o elenco e a equipe de todos os filmes, registros de bastidores, outtakes, cenas excluídas até então inéditas e testes de efeitos especiais. Além de Never Sleep Again, outros documentários menores foram produzidos: The Making of 'Nightmare on Elm Street IV' (1989) e The Making of Freddy's Dead: The Final Nightmare (1991), que cobriram as produções das partes 4 e 6, respectivamente; Slash & Burn: The Freddy Krueger Story (1991), um pequeno especial promocional lançado pela MTV; e Freddy Speaks (1992), narrado por Englund. Heather Langenkamp, intérprete da protagonista Nancy Thompson, lançou em 2011 seu próprio documentário chamado I Am Nancy, enquanto Mark Patton, intérprete do protagonista Jesse Walsh no segundo filme, lançou em 2019 o documentário pessoal Scream, Queen! My Nightmare on Elm Street.

## Televisão
Em outubro de 1988, começou a ser exibida nos Estados Unidos a telessérie Freddy's Nightmares, apresentada por Freddy Krueger, novamente interpretado por Englund. O episódio piloto descreveu a noite em que o personagem foi queimado vivo pelos pais furiosos das crianças que ele matou, embora o restante da série apresentasse episódios com tramas independentes, ao estilo de The Twilight Zone. O programa durou duas temporadas e teve 44 episódios, encerrando-se em março de 1990.

## Adaptações literárias

### Romances
Os filmes da franquia começaram a ser romantizados em 1987 e, desde então, foram lançados vários livros sobre o universo de Freddy Krueger. Os três primeiros longas-metragens foram adaptados por Jeffrey Copper e publicados como uma compilação pela St. Martin's Press; ao final do livro, havia um capítulo extra que abordava brevemente as origens de Freddy. A adaptação de A Nightmare on Elm Steeet 3 é mais sombria e violenta que o respectivo filme, uma vez que foi baseada no rascunho original de Wes Craven para o roteiro, o qual foi reescrito e modificado para deixar o longa com um tom mais leve. Posteriormente, a Martin's Press publicou uma segunda compilação com as histórias dos dois filmes seguintes, bem como uma antologia de novelas originais intitulada Freddy Krueger's Seven Sweetest Dreams.
A romantização de Wes Craven New Nightmare foi escrita por David Bergantino e publicada pela Tor Books em 1994, enquanto a de Freddy vs. Jason foi adaptada por Stephen Hand e lançada pela Black Flame em 2003. Como esta última é uma adaptação do roteiro original posteriormente alterado, possui um final diferente em relação ao filme. A Black Flame publicou ainda uma série de romances originais ambientados nos universos das franquias A Nightmare on Elm Street e Friday the 13th e que se tornaram itens colecionáveis raros após a extinção da editora em 2008 e o subsequente esgotamento dos exemplares.

### Quadrinhos
A popularidade da cinessérie também levou à criação de várias séries de quadrinhos publicadas por diferentes editoras. Vários escritores contribuíram com histórias para as séries. Houve também crossovers com outras franquias, tais como Friday the 13th e Evil Dead na obra Freddy vs. Jason vs. Ash. Entre essas publicações estão:
- 1989: Freddy Krueger's A Nightmare on Elm Street (Steve Gerber, Marvel Comics)[41]
- 1991-1992: Nightmares on Elm Street (Andy Mangels, Innovation Publishing, seis edições)[40][42]
- 1991: Freddy's Dead: The Final Nightmare (Andy Mangels, Innovation Publishing, quatro edições)[40][42]
- 1992: A Nightmare on Elm Street: The Beginning (Andy Mangels, Innovation Publishing, duas edições)[40][42]
- 1992: Freddy's Nightmares (Trident Comics, quatro edições)[43]
- 2005: A Nightmare On Elm Street (Brian Pulido, Avatar Press)[40]
- 2005: A Nightmare on Elm Street: Paranoid (Brian Pulido, Avatar Press, três edições)[40][44]
- 2006: A Nightmare on Elm Street: Fearbook (Brian Pulido, Avatar Press)[45]
- 2006-2007: A Nightmare on Elm Street (Chuck Dixon, WildStorm, oito edições)[40][46]
- 2007: New Line Cinema's Tales of Horror (Christos Gage, WildStorm)[40]
- 2007-2008: Freddy vs. Jason vs. Ash (James Kuhoric, WildStorm e Dynamite Entertainment, seis edições)[47][48]
- 2009: Freddy vs. Jason vs. Ash: The Nightmare Warriors (Jeff Katz e James Kuhoric, WildStorm e Dynamite Entertainment, seis edições)[49][50]

## Jogos eletrônicos
Dois jogos eletrônicos independentes entre si e intitulados A Nightmare on Elm Street foram lançados em 1989, ambos vagamente baseados na série cinematográfica e tendo o terceiro filme como principal influência na jogabilidade. Um dos títulos foi desenvolvido pela Rare e lançado para NES pela LJN, enquanto o outro foi disponibilizado para Commodore 64 e IBM-PC pela Monarch Software.

### Lançamento para NES
Esse jogo de plataforma permitia que até quatro jogadores controlassem personagens adolescentes que se moviam por diferentes locais de Elm Street e coletavam os ossos de Freddy para queimá-los em uma fornalha e, assim, derrotar o vilão. Funcionava como uma versão interativa do filme Dream Warriors, visto que cada jogador era capaz de adquirir habilidades de sonho para usar contra Freddy. Para que o jogo permitisse partidas four-player poderiam ser utilizados acessórios NES Four Score e NES Satellite. Nas primeiras versões, que chegaram a ser anunciadas na mídia, os jogadores deveriam assumir o papel do próprio Freddy e matar os adolescentes; entretanto, essa abordagem foi considerada muito controversa na época e a Nintendo exigiu que o jogo fosse redesenhado.

### Lançamento para C64 e IBM-PC
O jogo da Monarch Software é muito diferente daquele que foi disponibilizado para NES. Integralmente baseado em Dream Warriors, contém todos os jovens personagens do filme (os chamados Guerreiros dos Sonhos) como itens jogáveis, cada um possuindo habilidades especiais próprias. O jogador selecionava um deles e deveria explorar a casa de Freddy no "mundo dos sonhos" para libertar os demais adolescentes aprisionados pelo vilão; para isso, o jogador percorria diversos labirintos nos quais lutava contra várias criaturas de pesadelo e, eventualmente, contra o próprio Freddy.

### Keep Her Awake
Como promoção para o lançamento da refilmagem do primeiro longa-metragem, a New Line Cinema e a Warner Bros. disponibilizaram em 2010 o jogo de navegador Keep Her Awake. Nos moldes de um filme interativo, os jogadores deveriam evitar que uma jovem (interpretada por uma atriz real) adormecesse e se tornasse vítima de Freddy Krueger; vários métodos poderiam ser usados para mantê-la acordada, incluindo banho frio, comprimidos de cafeína e a capacidade de se automutilar. O jogo foi rapidamente excluído após o lançamento do filme, o que foi associado à controversa abordagem da automutilação.

## Outros produtos
Entre os produtos licenciados e merchandising da franquia estão pôsteres, camisetas, bonecos e figuras de ação, uma máquina de pinball baseada nos filmes lançada pela Gottlieb, além de inúmeros outros itens. Segundo o livro Hollywood in the Information Age: Beyond the Silver Screen, até 2013 a marca A Nightmare on Elm Street já havia gerado em torno de 3 milhões de dólares em taxas de licenciamento. Freddy Krueger tornou-se um personagem icônico na cultura popular, aparecendo em talk shows, vídeos musicais, series de animação como The Simpsons, South Park e Family Guy, e em jogos eletrônicos de outras franquias como Mortal Kombat (2011), Family Guy: The Quest for Stuff (2014), Mortal Kombat X: Mobile (2015), Terrordrome: Rise of the Boogeymen (2015) e Dead by Daylight (2017).
Um álbum musical intitulado Freddy's Greatest Hits foi lançado em 1987 pela RIC Records em vinil e fita cassete, como uma estratégia para acompanhar o sucesso comercial dos três primeiros filmes da franquia. O disco contém nove faixas, entre músicas originais e versões de canções de Wilson Pickett, The Everly Brothers e Sam the Sham and the Pharaohs, executadas pela banda fictícia The Elm Street Group. Robert Englund participou da gravação do disco, contribuindo com alguns vocais e fazendo a "risada maníaca" de Freddy. O álbum teve pouca repercussão na época de seu lançamento e recebeu em 2017 um relançamento em vinil limitado a 400 cópias.
Em 2010, a Funko lançou uma linha de bonecos Freddy Krueger com cabeça móvel (bobbleheads). Nesse mesmo ano, a National Entertainment Collectibles Association lançou um boneco Freddy com 25,4 centímetros de altura representando o vilão durante a cena da morte de Phillipe no terceiro filme, uma réplica de metal das luvas com garras do personagem e duas figuras de ação: uma representando Freddy antes de ser queimado e outra demonstrando seu estado após esse evento, incluindo duas cabeças substituíveis. Em 2013, a empresa anunciou o lançamento de outra figura de ação de Freddy, dessa vez com um visual simplificado baseado na estética 8-bits do personagem vista no jogo eletrônico A Nightmare on Elm Street (1989) desenvolvido pela Rare para a Nintendo.